# ماكس إسكس
ماكس إسكس (بالإنجليزية: Max Essex)‏ هو طبيب بيطري أمريكي، ولد في 17 أغسطس 1939 في كوفنتري في الولايات المتحدة.